# Andrei Zincă
Andrei (Abraham) Zincă (n. 5 februarie 1955, București, România) este un regizor, scenarist, actor și producător român. cunoscut pentru filmele Puzzle (2013), Mirrors (2008) sau Și atunci... ce e libertatea? (2020). Din 1988 este stabilit în Miami, Florida, SUA.

## Biografie
Andrei Zincă s-a născut în București, fiind fiul scriitorului Haralamb Zincă si a Stelei Zincă (n. Buchman), sora jurnalistului Ion Mihăileanu. 
A absolvit Institutul de Artă Teatrală și Cinematografică I.L.Caragiale secția Imagine (promoția 1979). A fost coleg de generație cu Sorin Ilieșiu, Adrian Sârbu și Copel Moscu. Între anii 1983-1985 urmează cursurile Masterat în Regie și Producție de Film la USC School of Cinematic Arts în la Los Angeles. În 1988 s-a stabilit în Miami, Fl., și a fost primul regizor român de telenovele. În 2006 Zincă s-a întors în România și a regizat serialul La Urgență, dar și două filme de lung metraj, co-producții ale companiei sale Double 4 Studios și ale unor parteneri români. Între activitățile de promovare ale cinematografiei românești în SUA, Andrei a organizat două ediții de Săptămâni ale Filmului Românesc în Sudul Floridei. În luna noiembrie, în colaborare cu Centrul Național al Cinematografei și Uniunea Cineastilor din România, Zincă organizează în cadrul American Film Market un stand de promovare a producției și co-producției de film în România. Zincă este proprietarul studioului Voxx Studios din Los Angeles și a două companii de producție și distribuție de filme și programe TV, specializate pe piețele din Africa, America Latină și Europa de Est.

## Viață privată
Andrei Zincă a fost într-o relatie cu actrița Daniela Nane.

## Premii
- Filmul Și atunci... ce e libertatea? în regia lui Andrei Zincă a primit Premiul Publicului în Zilelele Filmului Românesc la TIFF 2020.[10][11][12]
- Câștigă în concursul de proiecte cinematografice al Centrului Național al Cinematografiei, sesiunea noiembrie–decembrie 2007, cu titlul Puzzle pentru un orb, un credit de 1.290.000 lei.
- Best Director pentru Puzzle (2013), Buffalo Niagara Film Festival, 2014
- Best Feature Film pentru Puzzle (2013), Buffalo Niagara Film Festival, 2014
- Best Feature Merit & Distinction Award pentru Puzzle (2013), New York City Independent Film Festival, 2013
- Best Script Merit & Distinction Award cu Adrian Lustig pentru Puzzle (2013), New York City Independent Film Festival, 2013
- Best Series Award de la Romanian Association of Television Professionals
- Best TV Director Award de la The Hispanic Association of Television Critics
- Nominalizat la Emmy Regional Award în 1993[13][14]

## Și atunci… ce este libertatea?
Și atunci… ce este libertatea? este ecranizarea nuvelei Proiecte de trecut de Ana Blandiana, în regia lui Andrei Zincă. Filmul ilustrează episodul deportării bănățenilor în Bărăgan din 1951, avându-i în distribuție pe Olimpia Melinte, Nicodim Ungureanu și Magda Catone. Filmările au durat un an (2013) și premiera lungmetrajului a avut loc pe 4 august 2020 la Club Transilvania. Filmul a primit premiu pentru cel mai popular film din secțiunea Zilele Filmului Românesc din cadrul Festivalului Internațional de Film Transilvania.
Am creat o deportare valabilă pentru toate timpurile. Filmul e dedicat lui Romulus Rusan, consilierul nostru în materie de istorie, a declarat Zincă pentru o publicație din Cluj.

## Filmografie selectivă

### Operator
- Iancu Jianu zapciul (1981)
- Iancu Jianu haiducul (1981)
- Un echipaj pentru Singapore (1982)
- Comoara (1983)
- Buletin de București (1983)

### Actor
- Un om în loden (1979)
- La urgență (2006)
- Made in Romania (2010)

### Producător și regizor
- Speaking with the Vatican (1990)
- Guadalupe (1993)
- Morelia (1995)
- Miami Sands (2001)
- Christi Sánchez tiene un show (2003)
- Te amare en silencio (2003)
- La urgență (2006)
- First Arab Israeli Plane Hijacking (2007)
- Puzzle (2013)
- Proiecte de trecut (Și atunci... ce e libertatea?) (2020)

### Seriale
- Rosa de America (1988)
- Marielena (1992-1993)
- Señora Tentación (1994)
- Guadalupe (1993-1994)
- Morelia (1995)
- Mosaico con Julio Iglesias Jr. (1996)
- Miami Sands (1998)
- El ciclon (1999)
- Estamos unidos (2000)
- Te amaré en silencio (2003)
- La urgenta (2006-2007)

## Interviuri
- "Romania de azi nu mai e cea pe care am parasit-o. "Acasa" a ramas doar un spatiu in sufletul meu". - Formula AS, 2006
- Interview with "Production Without Borders” Panel Speakers, Hosted by Cloud21 International and Kultura PR International. - filmfestivals.com, 2018
- care duce nu numai către trecut, dar și către viitor Memoria trebuie să fie drumul care duce nu numai către trecut, dar și către viitor, 2020[nefuncțională]
- Zinca, din 24 mai, in cinematografele din Romania, Antena 1, 2013 Filmul "Puzzle", in regia lui Andrei Zinca, din 24 mai, in cinematografele din Romania, Antena 1, 2013